# Orzechowo (województwo wielkopolskie)

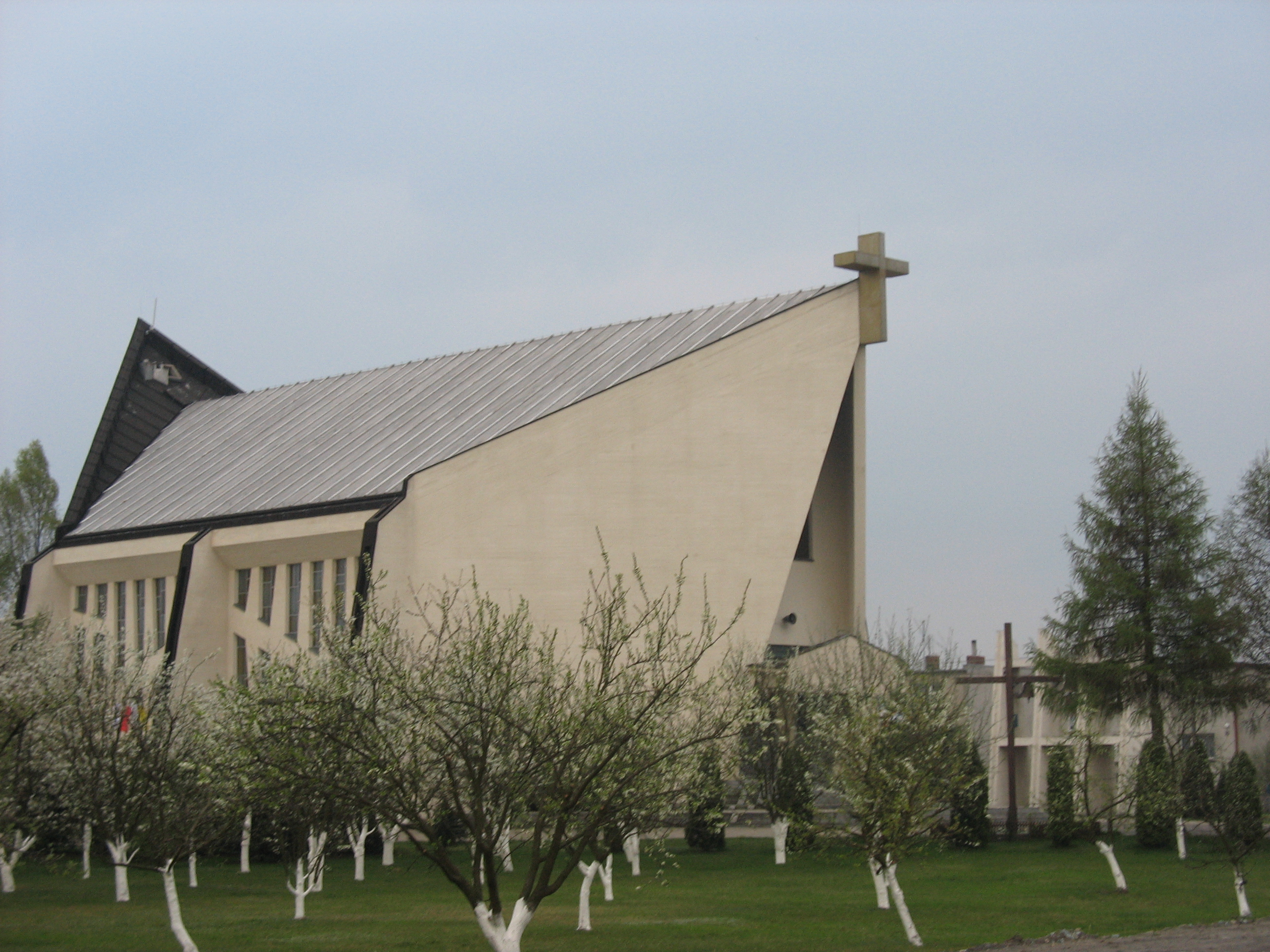
Kościół w Orzechowie

Orzechowo (niem. Nußdorf, Haseltal(Hazelthal)) – wieś w Polsce położona w województwie wielkopolskim, w powiecie wrzesińskim, w gminie Miłosław. W latach 1975–1998 miejscowość administracyjnie należała do województwa poznańskiego. Wieś położona jest na prawym brzegu Warty przy linii kolejowej Oleśnica – Chojnice, na południe od Żerkowsko-Czeszewskiego Parku Krajobrazowego.
Linia kolejowa nr 281 dzieli wieś na dwie części – wschodnią i zachodnią. Dworzec kolejowy z 1875 roku znajduje się w centrum wsi.
Najstarsza zabudowa Orzechowa koncentruje się w południowo-wschodniej części wsi. Tam też znajdują się: Zespół Szkół im. Jana Pawła II, Wiejski Dom Kultury i remiza strażacka, a także ciekawe obiekty techniczne: mały basen portowy, odcięty dziś od rzeki groblą, oraz bocznica kolejowa, odremontowana w 1979 roku.
W północnej części wsi mieszczą się Orzechowskie Zakłady Przemysłu Sklejek, ośrodek zdrowia i przedszkole. Działa tu także ośrodek wypoczynkowy „Relaks”, z letnim basenem kąpielowym, należący do zakładów. Charakterystycznym elementem tej części wsi są składowiska wielkich kłód, będących surowcem dla fabryki sklejek.
Na zachód od torów kolejowych znajduje się cmentarz z 1932 roku, osiedle bloków mieszkalnych oraz osiedle domów jednorodzinnych z lat 70. i 80. XX wieku. W tej części znajduje się też zbudowany w latach 1987–1988 Kościół Matki Bożej Częstochowskiej.
Przy ul. Topolowej znajduje się kapliczka z figurą Matki Boskiej Niepokalanej z lat 20. XX wieku.
Naprzeciwko szkoły znajduje się kapliczka Matki Boskiej Niepokalanej, a na rogu ul. Poprzecznej i Starowiejskiej – kapliczka św. Wawrzyńca. Obie pochodzą z 1945 roku.

## Historia
Pierwsza wzmianka o Orzechowie pochodzi z roku 1392. Wymienia się Orzechowo jako małą osadę – własność rodu Doliwów – położoną w dorzeczu Warty, otoczoną lasami. Około 1760 roku Orzechowo stanowiło osadę składającą się z około 60 domostw. Mieszkańcy zajmowali się rolnictwem, rybołówstwem i łowiectwem.

### Okres rozbiorów
Po 1815 wieś znalazła się w pobliżu granicy zaboru pruskiego i Królestwa Polskiego. W 1830, w czasie powstania listopadowego (1830–1831) w Królestwie Polskim, w Orzechowie znajdował się jeden z punktów zbornych dla ochotników przekraczających granicę.
W 1875 zbudowano linię kolejową Oleśnica–Jarocin–Gniezno–Chojnice. W skład tej linii weszła stacja kolejowa Orzechowo wraz z budynkiem dworca kolejowego i kilkoma budynkami mieszkalnymi, w których osiedlili się pracownicy kolejowi. Pod koniec 1881 wybudowano bocznicę kolejową prowadzącą nad Wartę, gdzie wykopano basen portowy na dwie barki, zaopatrzony w żuraw. Orzechowo stało się punktem przeładunkowym węgla dowożonego koleją z Górnego Śląska i transportowanego dalej barkami Wartą w górę rzeki, do Królestwa Polskiego. Z wagonów towar przeładowywano na szkuty (tak nazywano statki rzeczne). Szkuta była przeciągana za pomocą liny przez zaprzęgi konne brzegiem rzeki w kierunku Pyzdr, Konina, a nawet dalej. Po drodze wyznaczone były miejsca, w których następowała wymiana koni. Tak dorabiało wielu rolników z Orzechowa. Dzięki intensywnemu napływowi towarów rosło znaczenie Orzechowa w okolicy, a jego mieszkańcy bogacili się. Po odzyskaniu niepodległości i otwarciu w 1922 linii kolejowej Poznań-Warszawa działalność portu upadła.
Pierwszym (zapamiętanym) sołtysem Orzechowa był Sibilski. Zajmował on posesję przy dzisiejszej ul. Starowiejskiej 2.
W Orzechowie mieszkały 3 rodziny niemieckie: Rodzina Sztajnów zamieszkiwali posesję na starej wsi, przy dzisiejszej ulicy Starowiejskiej 15, którą odkupił od nich rolnik-rzeźnik Walenty Gmerek prowadzący tam restaurację; Rodzina Begerów zamieszkiwała posesję przy obecnej ul. Starowiejskiej 1. Tę posesję odkupił Stachowiak; Rodzina Litków zajmowała posesję oraz ziemię obecnej ul. Miłosławskiej 3. Część majątku Litków została zakupiona przez rodzinę Walczaków.
W 1894 w pozostałej części posiadłości państwa Litków uruchomiono tartak. Właściciel tartaku Max Schulz i Hermann Hauff w 1905 utworzyli firmę handlową Dampfsägewerk Warthehafen. W 1921 roku zbudowano fabrykę parkietów. Na ich bazie rozwinęły się duże zakłady drzewne, noszące od 1953 roku nazwę Orzechowskich Zakładów Przemysłu Sklejek.

### I wojna światowa
W 1914 wybuchła I wojna światowa, a w 1918 Powstanie wielkopolskie, w którym brali czynny udział mieszkańcy Orzechowa: Franciszek Wlekliński, Stanisław Gabała, Tomasz Stachowiak, Walenty Smychtała, Franciszek Szydłowski, Przydryga (nieznany z imienia). Po 123 latach niewoli Polska stała się krajem wolnym i niepodległym – powstała II Rzeczpospolita. Pierwszym sołtysem w wolnym Orzechowie został rolnik Franciszek Matuszak.
W 1922 do Orzechowa przybyła rodzina Bystrzyckich. Bolesław Bystrzycki kupił miejscowy tartak i wybudował fabrykę parkietu oraz cegielnię, w której wypalał cegłę na własne potrzeby. W 1923 na terenie fabryki wybuchł wielki pożar – paliła się fabryka parkietu. Dzięki własnej cegielni Bystrzyckiemu udało się w niedługim czasie wybudować nową fabrykę parkietu i sklejek, w której zatrudnionych było około 300 osób. Parkiety z fabryki Towarzystwa Akcyjnego B. Bystrzycki za sprawą poznańskiego przemysłowca Stanisława Potocznego były układane w takich budynkach jak: Gmach Sejmu 1925 w Warszawie, pałace biskupie, poznańskie szkoły.
W 1925 Bystrzycki postawił na terenie swojej fabryki kaplicę z zamiarem odłączenia wiosek Orzechowa i Pięczkowa od parafii w Dębnie. Poświęcenia kaplicy, w dniu 8 listopada 1925, dokonał abp Antoni Lubitz. W 1925 w Pięczkowie powstał wiejski cmentarz, gdzie dokonywano także pochówku mieszkańców Orzechowa. Wcześniej zmarłych z Orzechowa i Pięczkowa chowano na cmentarzu parafialnym w Dębnie, a sporadycznie – ze względu na rozlewiska Warty – w Czeszewie.
Po wielu staraniach, zarówno mieszkańców jak i właściciela fabryki, udało się odłączyć Orzechowo i Pięczkowo do parafii Dębno i włączyć do parafii Czeszewo w archidiecezji gnieźnieńskiej. 24 października 1929 roku dekretem ówczesnego prymasa kardynała Augusta Hlonda nastąpiło oficjalne przekazanie Orzechowa i Pięczkowa parafii czeszewskiej. W tym czasie proboszczem w Dębnie był ks. Tomasz Poprawski, a w Czeszewie ks. Ignacy Geltner.
W 1932 ówczesny sołtys Orzechowa przekazał bezpłatnie część własnych gruntów przy drodze w kierunku Pięczkowa na utworzenie wiejskiego cmentarza w Orzechowie. Dziś stanowi on cmentarz parafialny (przy ul. Średzkiej). Cmentarz został poświęcony w dniu Wszystkich Świętych. Pierwszą osobą pochowaną na tym cmentarzu była Antonina Pawlak, której pogrzeb odbył się w lutym 1933 roku.
Na cmentarzu znajdują się dwie mogiły uczestników powstania wielkopolskiego: Franciszka Wleklińskiego (1891–1992) – przed krzyżem po lewej w drugim rzędzie, i Walentego Karcza (1892–1977) – za krzyżem po lewej przy ogrodzeniu. Franciszek Wlekliński urodził się w Szamarzewie k. Wrześni. W czasie powstania wielkopolskiego walczył w kompanii trzemeszeńskiej. Był także uczestnikiem wyprawy na Kijów w 1920 roku. Od 1922 roku mieszkał w Orzechowie, gdzie stał znanym działaczem ludowym i społecznikiem. W latach 1945–1948 pełnił funkcję prezesa tutejszego koła PSL (Mikołajczykowego), a w latach 1949–1990 prezesa koła ZSL. Przez 20 lat (1957–1976) był sołtysem. Przez wiele lat kierował miejscowym Kółkiem Rolniczym, a w 1933 roku. Był współzałożycielem tutejszej Ochotniczej Straży Pożarnej.

### II wojna światowa
1 września 1939 roku wybuchła II wojna światowa. Już w pierwszych dniach wojny Niemcy pojawili się w Orzechowie i okolicy. Byli powstańcy wielkopolscy zostali wywiezieni do Protektoratu w lubelskie, ks. Feliks Błażejewski (proboszcz Czeszewa od 1930 roku) do obozu koncentracyjnego w Dachau. Posesje po wywiezionych powstańcach zajęły przybyłe z Rzeszy rodziny niemieckie. Sołtysem został Niemiec – Michalik. Bystrzyccy, podobnie jak powstańcy zostali wywiezieni z Orzechowa, a fabryką zarządzał Niemiec - produkcja parkietu trwała nadal. W fabryce utworzono obóz pracy przymusowej. Umieszczeni w nim robotnicy wyrabiali skrzynie do amunicji, granatów, bomb, dwukołowe wózki dla wojska, a także sanie na wschodni front. Ich gięte płozy z pewnością nie wytrzymywały długo, gdyż w ramach tzw. małego sabotażu robotnicy używali rozwodnionego kleju. Ponadto powstał tu, na terenie starej cegielni, obóz dla jeńców radzieckich. Zatrudniano ich przy ciężkich pracach wyładunkowych okrąglaków. Złapanych na próbie ucieczki Niemcy wieszali na słupach za ręce związane drutem w taki sposób, by czubkami palców nóg dotykali ziemi. Konali w męczarniach przez kilka dni. Przy organizowaniu ucieczek jeńcom pomagali miejscowi Polacy, zwłaszcza członkowie oddziału Batalionów Chłopskich, działającego na tym terenie. Pewnej liczbie jeńców udało się zbiec w pobliskie lasy i dołączyć do oddziałów partyzanckich.
W międzyczasie, przy dzisiejszej ulicy Topolowej, Niemcy zbudowali (na gruncie Matuszaka) trzy parterowe, kryte papą, baraki murowane, do których przeniesiono jeńców radzieckich zatrudnionych w fabryce. W 1942 Niemcy wybudowali nową halę produkcyjną na ziemi odebranej rodzinie Walczaków, w której wyrabiali produkty na potrzeby wojska. Nazywali ją Mebelwerk.
Kolejnym sołtysem w okresie okupacji był również Niemiec – Dreifogel (leśniczy), który pełnił tę funkcję do 19 stycznia 1945 roku – dnia ucieczki Niemców z Orzechowa.
Wyzwolenie Orzechowa przez Armię Czerwoną nastąpiło w poniedziałek 21 stycznia 1945 roku. Pierwszym sołtysem po wyzwoleniu został Feliks Dutkowski (na krótko); następnym Tomasz Szymański.

### Okres powojenny
Z obozu koncentracyjnego powrócił do Czeszewa ks. Błażejewski, a do fabryki w Orzechowie Bystrzycki z rodziną. Życie w Orzechowie szybko wróciło do stanu sprzed wybuchu wojny. Pracownicy fabryki oraz mieszkańcy Orzechowa przystąpili do porządkowania kaplicy zniszczonej przez Niemców, którym służyła jako warsztat samochodowy. Na czas remontu mieszkańcy Orzechowa uczęszczali na msze święte do Kościoła w Czeszewie. W 1950 odmalowano kaplicę według projektu Jana Tłoczka z Pyzdr. Malował Jan Gładyszewski, malarz z Miłosławia. Dekretem JE ks. prymasa Polski Kardynała Stefana Wyszyńskiego z 15 kwietnia 1952 kaplica w Orzechowie została erygowana jako kaplica publiczna pod wezwaniem Matki Boskiej Częstochowskiej, a odpust ustalono na 26 sierpnia. W kaplicy była odprawiana tylko jedna msza święta - w niedzielę. Ks. Błażejewski został przeniesiony do większej parafii, a do Czeszewa został skierowany ks. Gwidon Bach-Żelewski.
Bystrzycki odremontował fabrykę i wznowił produkcję. W hali pobudowanej przez Niemców, a po wojnie upaństwowionej, produkowane były meble. Do Orzechowa przyjechali nowi, poszukujący pracy mieszkańcy. Baraki zbudowane przez Niemców właściciel gruntów Franciszek Matuszak rozebrał. Po referendum 30 czerwca 1946, a następnie wyborach 19 stycznia 1947 roku władze w Polsce przejęła Polska Partia Robotnicza, która wprowadziła w życie nowe prawa. Zaczęła się likwidacja prywatnej własności, głównie fabryk. Bystrzycki widząc zachodzące zmiany powołał do życia tzw. wspólnotę, co pozwoliło mu na krótki czas pozostać zarządcą fabryki. Sołtysem został wybrany Józef Orszulak, a prezesem OSP Stefan Jankiewicz.
W końcu doszło do upaństwowienia fabryki. Bystrzycki opuścił Orzechowo na zawsze. Zmarł 9 sierpnia 1986 roku, w wieku 95 lat - nie doczekawszy upadku władzy, która zabrała mu fabrykę. Pierwszym dyrektorem fabryki po upaństwowieniu został Kasparski. Nastąpiło połączenie fabryki i zakładu produkującego meble w jedną całość pod nazwą Orzechowskie Zakłady Przemysłu Sklejek.
W 1950 powstał klub sportowy UNIA, a jego założycielami byli: Zdzisław Lewadowski, Feliks Merdziński, Sylwester Domański i Kazimierz Purol. Do 1950 rozgrywki odbywały się na łąkach przy wale, później na boisku przy Szkole Podstawowej. Klub zmienił później nazwę na SPARTA (1954).
W 1959 sołtysem został wybrany Franciszek Wlekliński.
W latach 60. powstał Wiejski Dom Kultury.
W 1981 nowym sołtysem został Czesław Jankiewicz, który pełni tę funkcję do chwili obecnej.
W roku 1988 ukończono budowę nowego kościoła pod wezwaniem Matki Boskiej Częstochowskiej według projektu architektonicznego Aleksandra Holasa.
2 czerwca 1993 roku z hydroforni w Czeszewie dotarła do Orzechowa pierwsza woda z wodociągu. Prace wodociągowe rozpoczęto w kwietniu, a odbioru ponad 10 km sieci wodociągowej dokonano już 7 sierpnia 1993. Wykonawcą robót była prywatna firma Szczygieł-Rogaliki z Nekli. Na okoliczność budowy wodociągu powstał komitet społeczny, do którego należeli: Andrzej Smentek (przewodniczący), Jacek Jacoszek (księgowość i finanse), Franciszek Gabała (nadzór prac). Wsparcia udzielili również burmistrzowie Aleksandra Głowacka i Jerzy Mazurkiewicz oraz dyrekcja OZPS.
W 1998 roku wnuk Stanisława Nowaka - Aleksander Stachowiak wraz z żoną ofiarowali dalsze 0,16 ha gruntu na powiększenie cmentarza parafialnego.
W 1998 roku przeprowadzono telefonizację Orzechowa. Zainstalowano około 400 numerów telefonów oraz doprowadzono przyłącza do wszystkich domów.

## Szkolnictwo
Pierwszy budynek szkoły znajdował się na ulicy Starowiejskiej, dziś nie ma już po nim śladu. Kierownikiem szkoły był Wilgocki, który w 1894 roku, rozpoczął budowę nowej szkoły, którą ukończono dwa lata później. Następcą Wilgockiego został Bączkowski.
W 1929 do istniejącej szkoły dobudowana została jedna duża klasa lekcyjna tzw. biała klasa (istniejący budynek był z cegły, nieotynkowany, a nowo pobudowany został otynkowany i stąd wzięła się nazwa).
5 marca 1945 na nowo otworzono szkołę, w której zajęcia zostały przerwane przez wojnę. 12 marca 1945 otworzono kurs dla dorosłych, na który zapisało się 48 osób z następujących roczników: 1927 – 2 osoby; 1928 – 19 osób; 1929 – 18 osób; 1930 – 9 osób. W pierwszych dniach pracy w szkole na podstawie egzaminu utworzono cztery klasy. W maju, z klasy IV ze zdolnych uczniów powstała klasa V i w szybkim tempie został opracowany materiał klasy V. Pierwszy powojenny rok szkolny rozpoczął się 15 marca 1945 roku, a zakończył 14 sierpnia 1945 roku.
W 1951 ze względów politycznych opuścił Orzechowo kierownik szkoły, prowadzący chór kościelny, patriota - Bolesław Hamerski, który był dyrektorem od 1945. Jego miejsce zajął Stanisław Pańczak, który po dwóch latach pracy opuścił Orzechowo. Następcą jego został Stanisław Markiewicz, wcześniej kierownik szkoły w Słomowie i działacz społeczny. Rozbudowująca się fabryka przyciągała nowych mieszkańców wraz z rodzinami. Efektem tego był wzrost liczby mieszkańców.
1 czerwca 1952 roku otworzono przedszkole przy ulicy Miłosławskiej.
Już wkrótce szkoła okazała się zbyt mała, by móc pomieścić wszystkich uczniów. W związku z tym lekcje odbywały się również w domach prywatnych: u Jędraszewskiego, Warczygłowy, Stachowiaka oraz w remizie. Z konieczności społeczeństwo Orzechowa przystąpiło do budowy nowej szkoły. 31 marca 1958 odebrano plac pod budowę szkoły. 14 września 1958 wmurowano kamień węgielny. Piętrowy budynek wraz z salą gimnastyczną miał formę typowej tysiąclatki. Uroczyste otwarcie nastąpiło 6 września 1959 roku. Stara szkoła stała się mieszkaniem dla nauczycieli.
7 czerwca 1961 roku, w wieku 55 lat, zmarł kierownik szkoły w Orzechowie Stanisław Markiewicz. Kierownictwo szkoły objął wychowanek miejscowej szkoły podstawowej, 28-letni Hieronim Fechner, który został przemianowany na dyrektora.
W roku szkolnym 1965–1966 nastąpił koniec siedmioklasowej szkoły podstawowej. Z 44 uczniów klas VII – 26 zostało przyjętych do szkół zawodowych, a 18 stworzyło w następnym roku klasę VIII.
28 lutego 1973 odbył się pierwszy „Ostodnik” – zapoczątkowany przez Krystynę Felczak. Było to święto ósmoklasistów, będących „o sto dni” od zakończenia nauki w szkole. „Ostodnik” jest obchodzony do dziś.
W roku szkolnym 1973–1974 powstała szkoła zbiorcza dla mieszkańców Orzechowa i Czeszewa.
W roku szkolnym 1976–1977 po raz pierwszy wręczono świadectwo z wyróżnieniem.
Wskutek reformy oświaty w 1999 roku utworzono Zespół Szkół w Orzechowie, w skład którego weszła szkoła podstawowa i gimnazjum. 18 maja 2005 roku Zespół Szkół w Orzechowie oficjalnie otrzymał imię Jana Pawła II. W uroczystości nadania imienia uczestniczył m.in. abp Henryk Muszyński.

### Dyrektorzy
- do 1945 Czesław Mazurek,
- 1945–1950 Bolesław Hamerski,
- 1950–1952 Władysław Pańczak,
- 1952–1969 Stanisław Markiewicz,
- 1969–2002 mgr Hieronim Fechner, zastępca dyrektora – mgr Felicja Furmanek
- od 2002 mgr Rafał Zięty, zastępca dyrektora – mgr Violetta Nowak

## Ochotnicza Straż Pożarna
W 1933 roku powstała Ochotnicza Straż Pożarna w Orzechowie. Jej założycielami byli: Stanisław Nowak (rolnik-sołtys), Bolesław Bystrzycki (właściciel fabryki), Franciszek Wlekliński, Franciszek Grabowski-ojciec (rolnik), Jan Grabowski-syn (leśniczy), Stanisław Grabowski-syn (kupiec), Władysław Grabowski-syn (kolejarz), Leon Litke (rzeźnik), Antoni Wawrzyniak (pracownik tartaku), Franciszek Grześkowiak (emeryt).
Pierwsze władze w OSP sprawowali: Stanisław Nowak – prezes, Franciszek Grześkowiak – sekretarz, Jan Grabowski – skarbnik. Antoni Wawrzyniak – naczelnik. Bystrzycki zakupił dla OSP sikawkę ręczną, węże oraz mundury.
17 września 1944 umarł nagle założyciel i pierwszy prezes OSP, Stanisław Nowak. Jego miejsce zajął Tomasz Szymański.
W 1948 społeczeństwo Orzechowa ufundowało OSP sztandar z orłem w złotej koronie.
W 1954 roku powstała Gromadzka Rada Narodowa, jej przewodniczącym został Stefan Stolecki, a sołtysem został Henryk Kosmecki. W tym samym roku władze administracyjne zlikwidowały w OSP funkcję prezesów, a całą władze powierzyły komendantom. W Orzechowie obowiązki komendanta przejął naczelnik Zenon Ratajczak. Cztery lata później w 1958, nastąpił powrót do dawnych struktur w OSP. Druh Stefan Jankiewicz ponownie został prezesem, a naczelnikiem druh Henryk Konieczny. W tym też okresie została zbudowana mała remiza z garażem oraz przydzielony został samochód strażacki, którego kierowcą został druh Edmund Maciejak.
W 1961 roku prezesem OSP został druh Stanisław Węcławiak i pełnił swoją służbę przez 30 lat.
W 1981 roku została rozebrana stara remiza strażacka, a na jej miejscu rozpoczęto budowę nowego Domu Strażaka wraz z garażem i salą widowiskową. Budową kierował zarząd z prezesem Stanisławem Węcławiakiem, naczelnikiem Henrykiem Koniecznym i sekretarzem Józefem Szczepańskim. Większość prac przy budowie była wykonywana w czynie społecznym przez druhów i strażaków. Pomoc udzieliła też dyrekcja OZPS użyczając sprzęt mechaniczny. W 1991 roku druh Stanisław Węcławiak zrezygnował ze stanowiska prezesa OSP Orzechowo (miał 76 lat i pełnił tę funkcję przez 30). Na walnym zebraniu sprawozdawczo-wyborczym nowym prezesem został dh Henryk Konieczny, naczelnikiem Leszek Orzechowski, skarbnikiem druh Jacek Jacoszek.
W październiku 1994 roku w czasie kadencji H. Koniecznego odbyła się uroczystość poświęcenia nowego sztandaru OSP Orzechowo ufundowanego z dobrowolnych składek całego społeczeństwa Orzechowa. W 1995 roku zmarł druh Henryk Konieczny. Do walnego zebrania jego funkcję pełnił naczelnik druh Leszek Orzechowski. Na walnym zebraniu w styczniu 1996 roku prezesem OSP został Franciszek Gabała. W tym też roku OSP ze swoich funduszy zakupiła dla parafii Orzechowo karawan do przewożenia zmarłych, który 2 listopada poświęcił ks. Marian Kałążny.

## Sołtysi
- Sibilski
- Antoni Warczygłowa
- Wawrzyn Ignaszak
- 1918 Franciszek Matuszak
- Stanisław Nowak
- 1939 Michalik
- Dreifogel
- 1945 Feliks Dutkowski
- Tomasz Szymański
- 1957 Franciszek Wlekliński
- 1976 Franciszek Zaworski
- 1994 Czesław Jankiewicz
- 2011 Małgorzata Bzowa
- 2019 Aleksander Warczygłowa

## Statystyki
liczba mieszkańców:
1822
Orzechowo wieś (Dębno) 149,
Orzechowo kolonia (Czeszewo) 78
1867
Orzechowo wieś (Dębno) 223,
Orzechowo kolonia (Czeszewo) 172
1871
Orzechowo wieś (Dębno) 188,
Orzechowo kolonia (Czeszewo) 176